# Papiermark

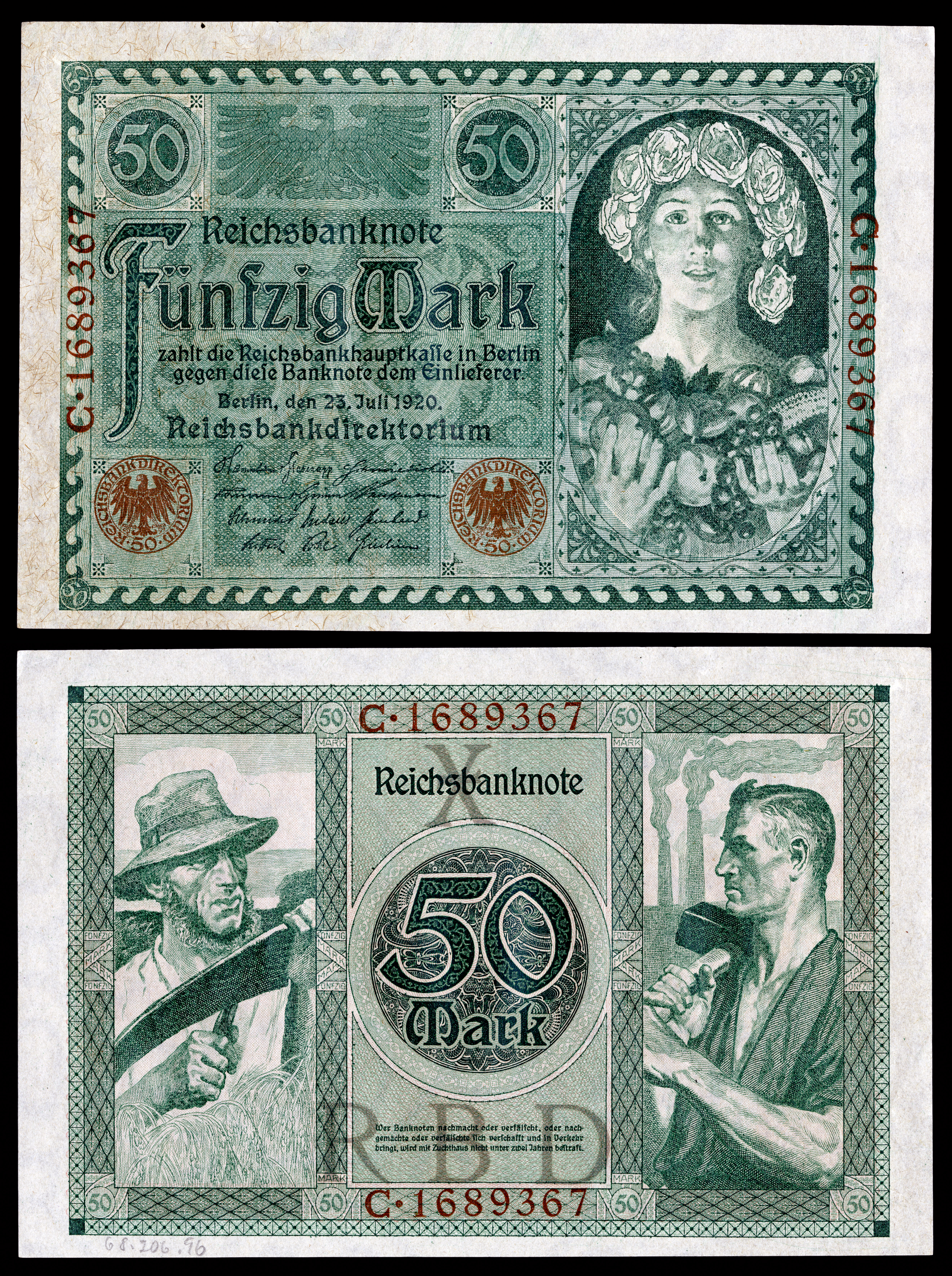
Reichsbanknote – 50 Mark, 23. Juli 1920

Papiermark ist eine inoffizielle Bezeichnung für die auf Mark lautenden Banknoten bzw. die Währung der Inflationsjahre von 1919 bis 1923 in der Weimarer Republik. Sie wurde am 15. November 1923 durch die Rentenmark und 1924 zusätzlich durch die Reichsmark ersetzt.
Formal handelt es sich bei der Papiermark um die gleiche Währung wie die 1871 im Zuge der deutschen Reichsgründung eingeführte Mark deutscher Währung. Die Mark deutscher Währung basierte auf einer schwachen Form des Goldstandards, bei dem auf Mark lautende Banknoten und Scheidemünzen von der Reichsbank gegen vollwertige Goldmünzen eingetauscht wurden. Banknotenumlauf und Reichsbankguthaben mussten nicht zu 100 % durch Goldbestände gedeckt sein (Goldkernwährung). Die Pflicht der Reichsbank
zum Eintausch in Gold wurde jedoch am 4. August 1914 mit Beginn des Ersten Weltkrieges aufgehoben. Da das Reich die Kosten der Kriegführung nur zu einem geringeren Teil durch Steuererhöhungen und Kriegsanleihen, zu einem erheblichen Teil aber durch die Ausgabe von Papiergeld finanzierte, kam es bereits während der Kriegsjahre zu einer erheblichen Inflation. Edelmetallhaltige Mark- und Pfennigmünzen verschwanden 1914 umgehend aus dem Umlauf.
Die Bezeichnung Papiermark entstand, als durch die 1923 galoppierende Inflation in Deutschland die Mark extrem entwertet wurde. Ein US-Dollar kostete in der Spitze 4,2 Billionen Mark. Beim Druck von Papiermark-Banknoten wurden ab Nennwerten von „1 Milliarde Mark“ aus Platzgründen und der besseren Übersicht wegen für die Betragsangaben „Milliarde“ und „Billion“ keine Nullen, sondern nur Wörter verwendet. Der Banknotendruck erfolgte zuletzt einseitig, und es kam teilweise zum Überdruck früherer Nominale nach deren faktischer Entwertung mit neuen, höheren Wertangaben.
Die Ära der Papiermark war offiziell am 31. Dezember 1923 mit der kaufmännischen „Papiermarkabschlussbilanz“ beendet, da ab 1. Januar 1924 nur noch nach der „Goldmarkeröffnungsbilanz“ in allen deutschen Unternehmen gerechnet werden durfte. Anfang 1924 liefen sowohl Papiermark mit Milliarden- und Billionenwerten sowie parallel die neuen Rentenmarkscheine mit Ausgabedatum 1. November 1923 zum Kurs von 1 Billion Papiermark = 1 Rentenmark um. Die letzten Papier-5-Billionenwerte datieren auf den 15. März 1924. Da Banknoten mit Billionwerten im Verlauf des Jahres 1924 fast vollständig in die neuen Rentenmarkscheine umgewechselt wurden, sind sie heute sehr selten und erzielen hohe Sammlerpreise. Dies trifft auf die Millionen- und kleineren Milliardenscheine meist nicht zu.
Alle vor dem 11. Oktober 1924 ausgegebenen Banknoten konnten noch bis zum 5. Juni 1925 bei der Reichsbank umgetauscht werden. Allerdings mussten Banknoten mit Nennwerten unter 10 Milliarden Mark gebündelt in durch 10 Milliarden teilbaren Mengen eingeliefert werden.

## Geldscheine der Reichsbank

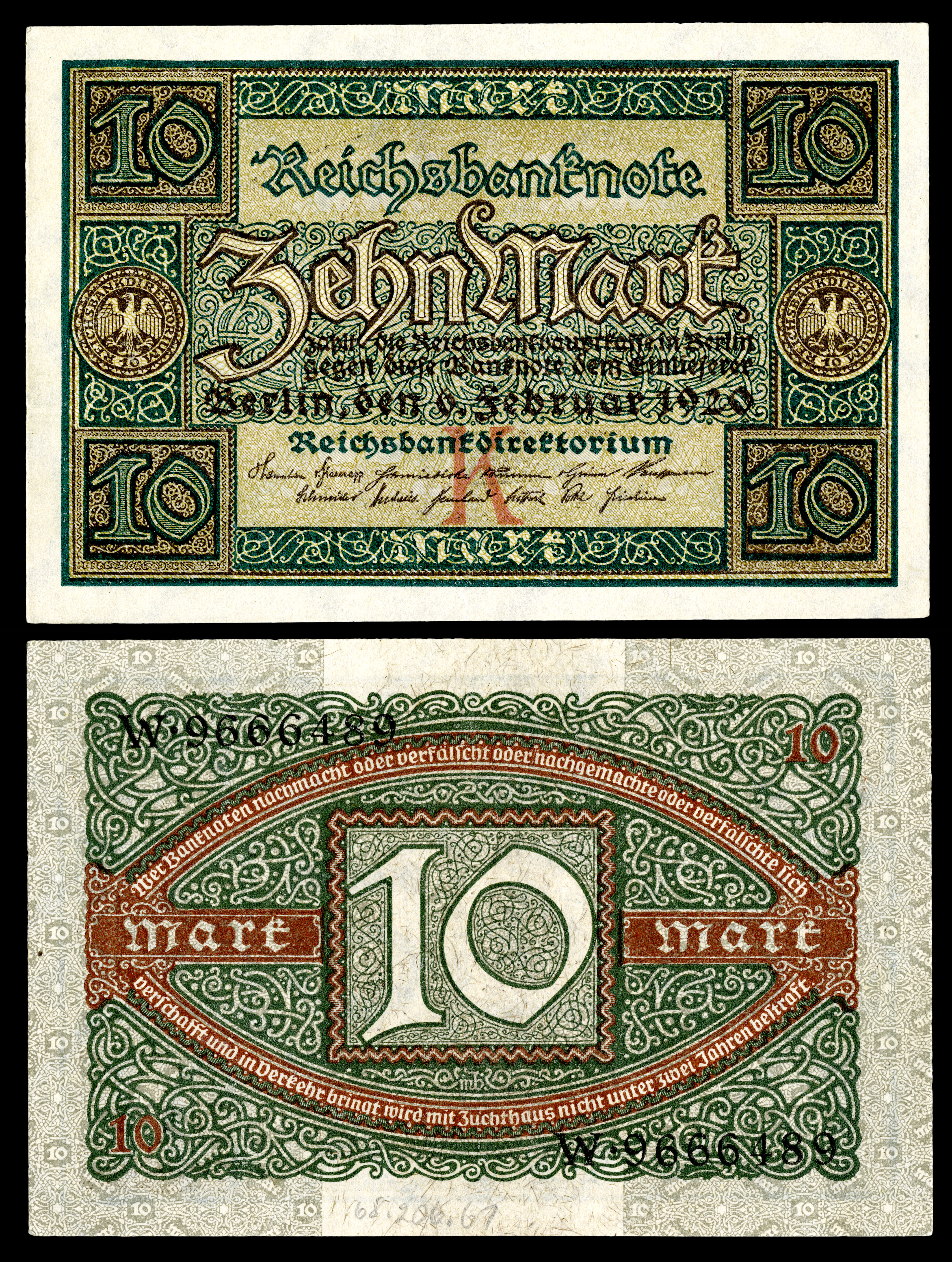
10 Mark (1920)
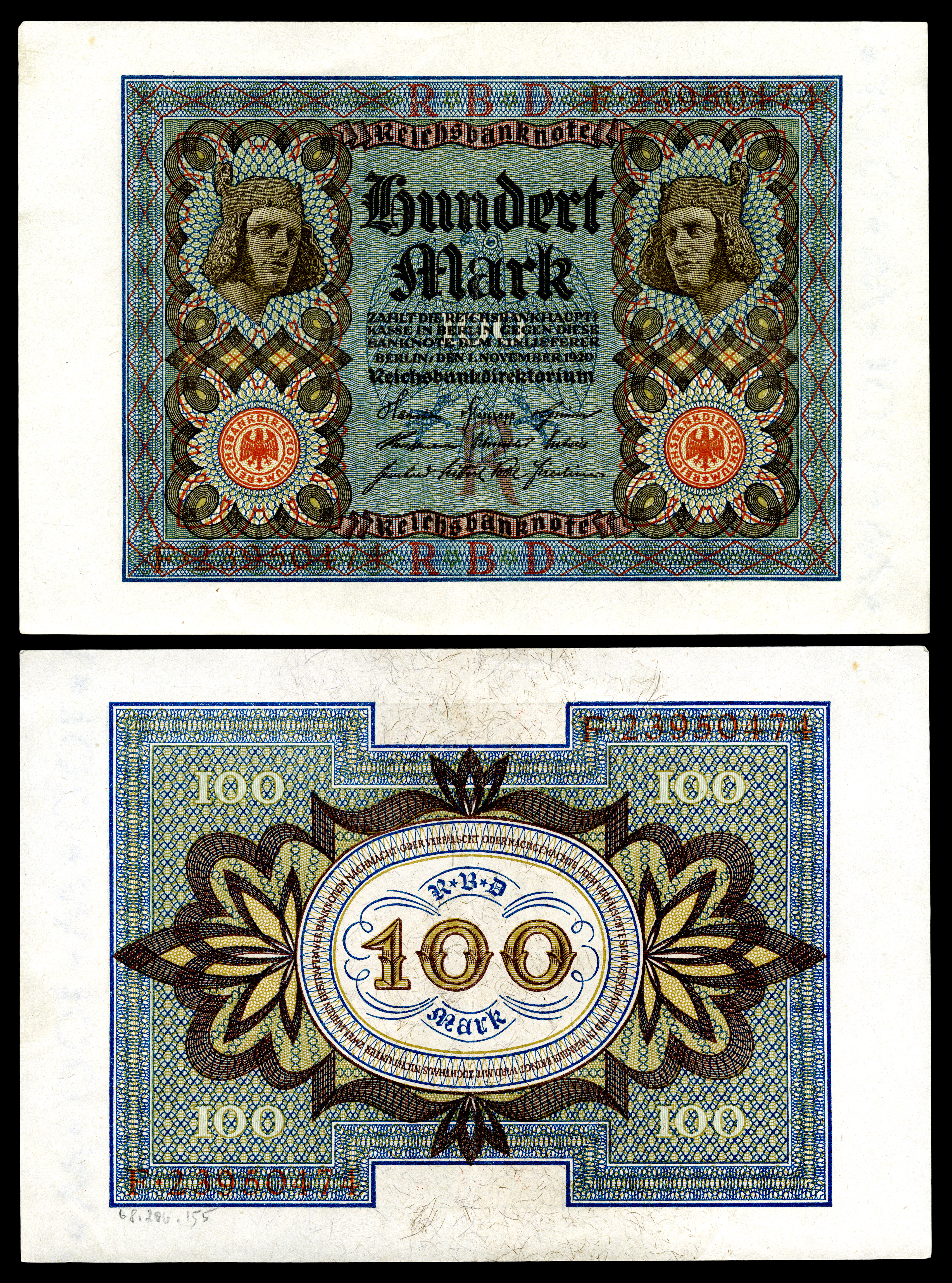
100 Mark (1920)
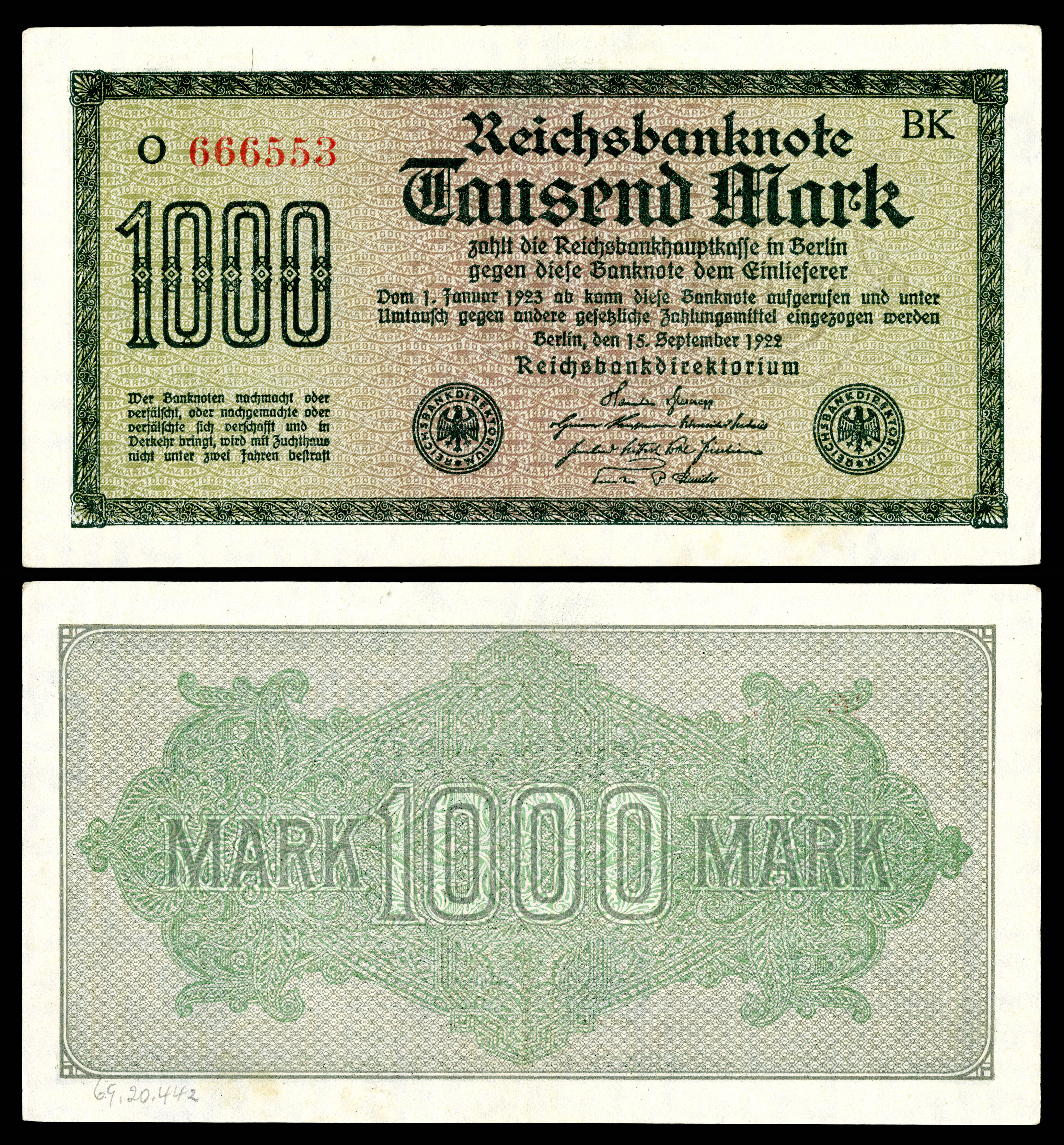
1.000 Mark (15. September 1922)
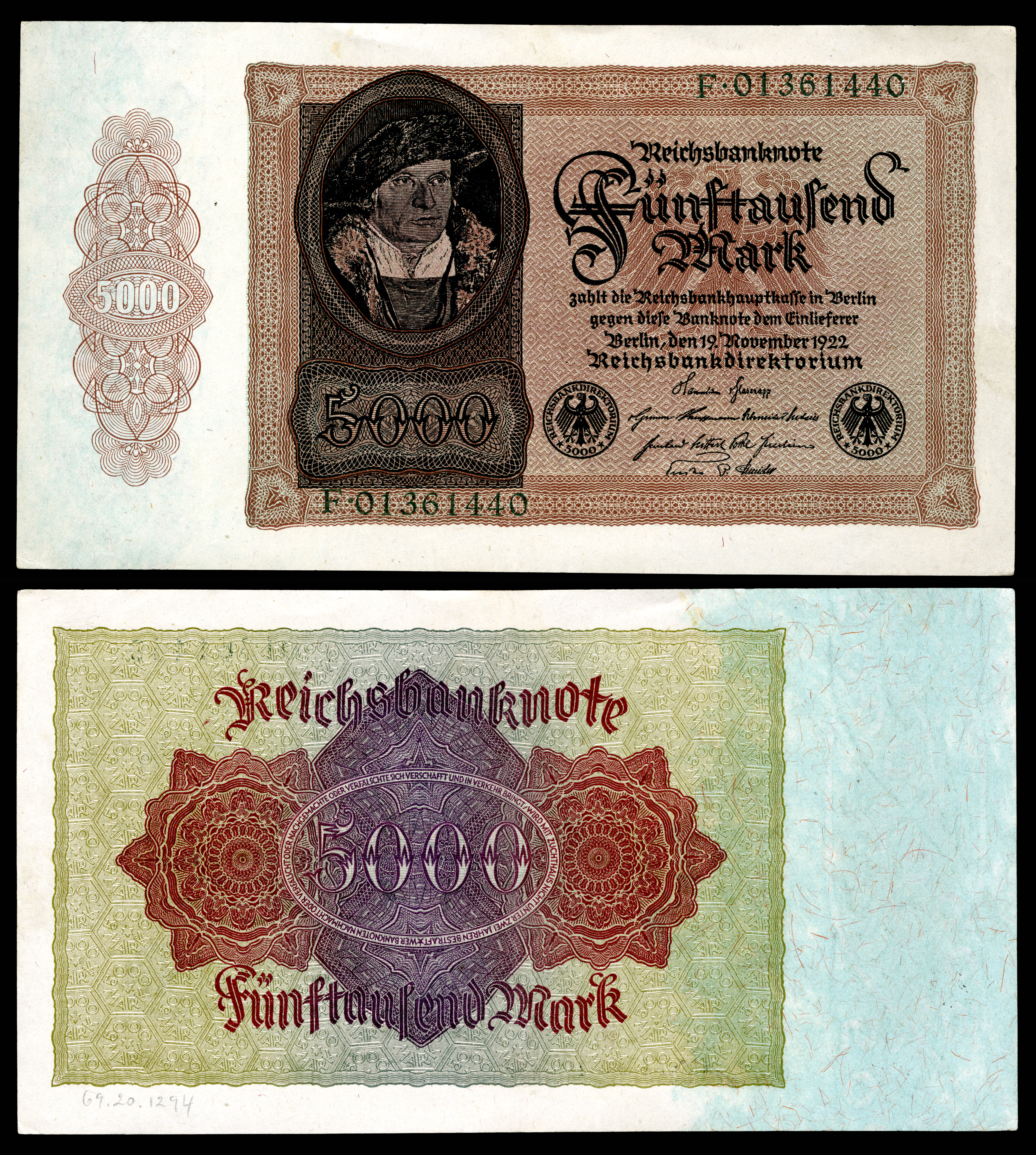
5.000 Mark (19. November 1922)
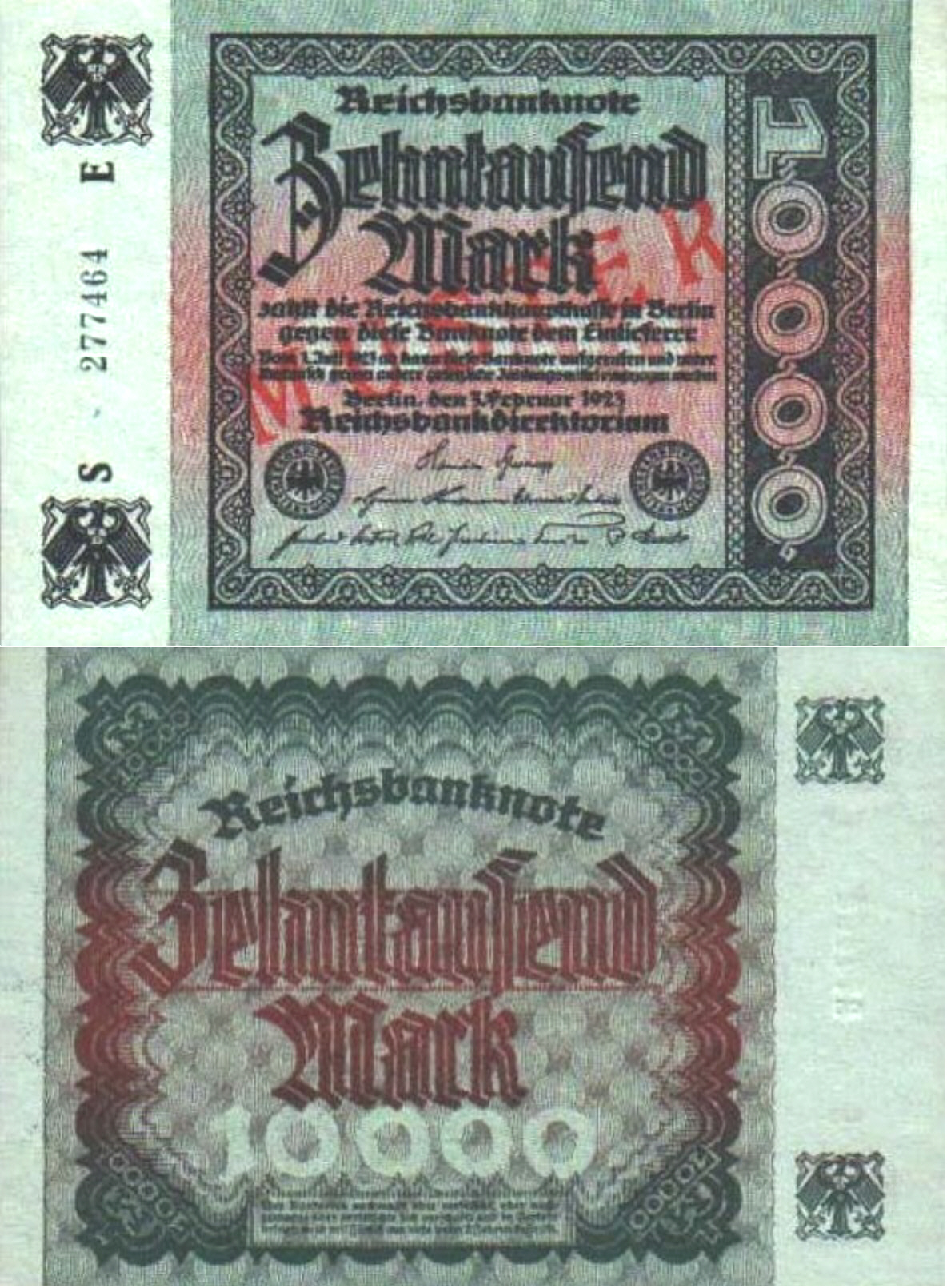
10.000 Mark (3. Februar 1923)
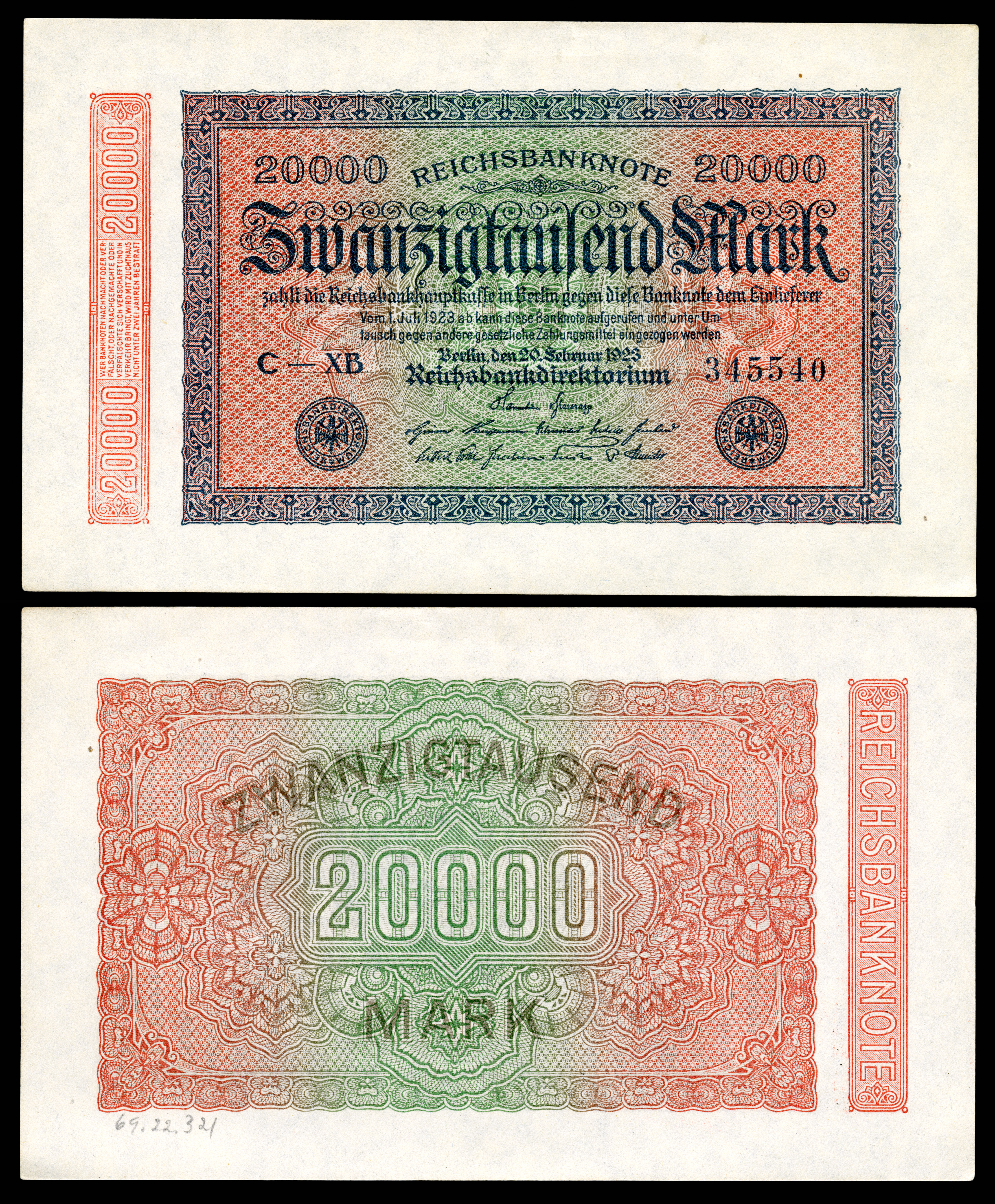
20.000 Mark (20. Februar 1923)
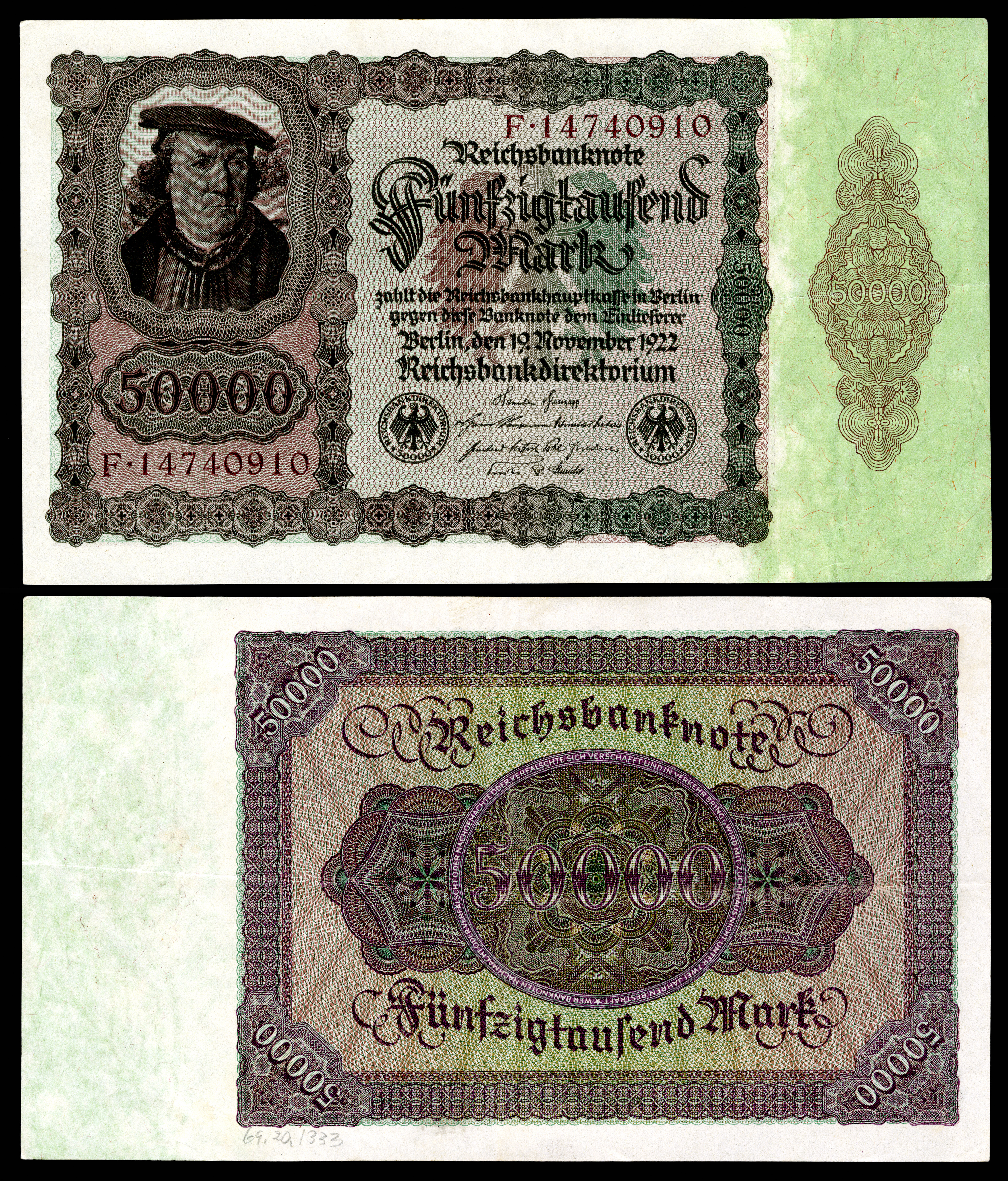
50.000 Mark (19. November 1922)
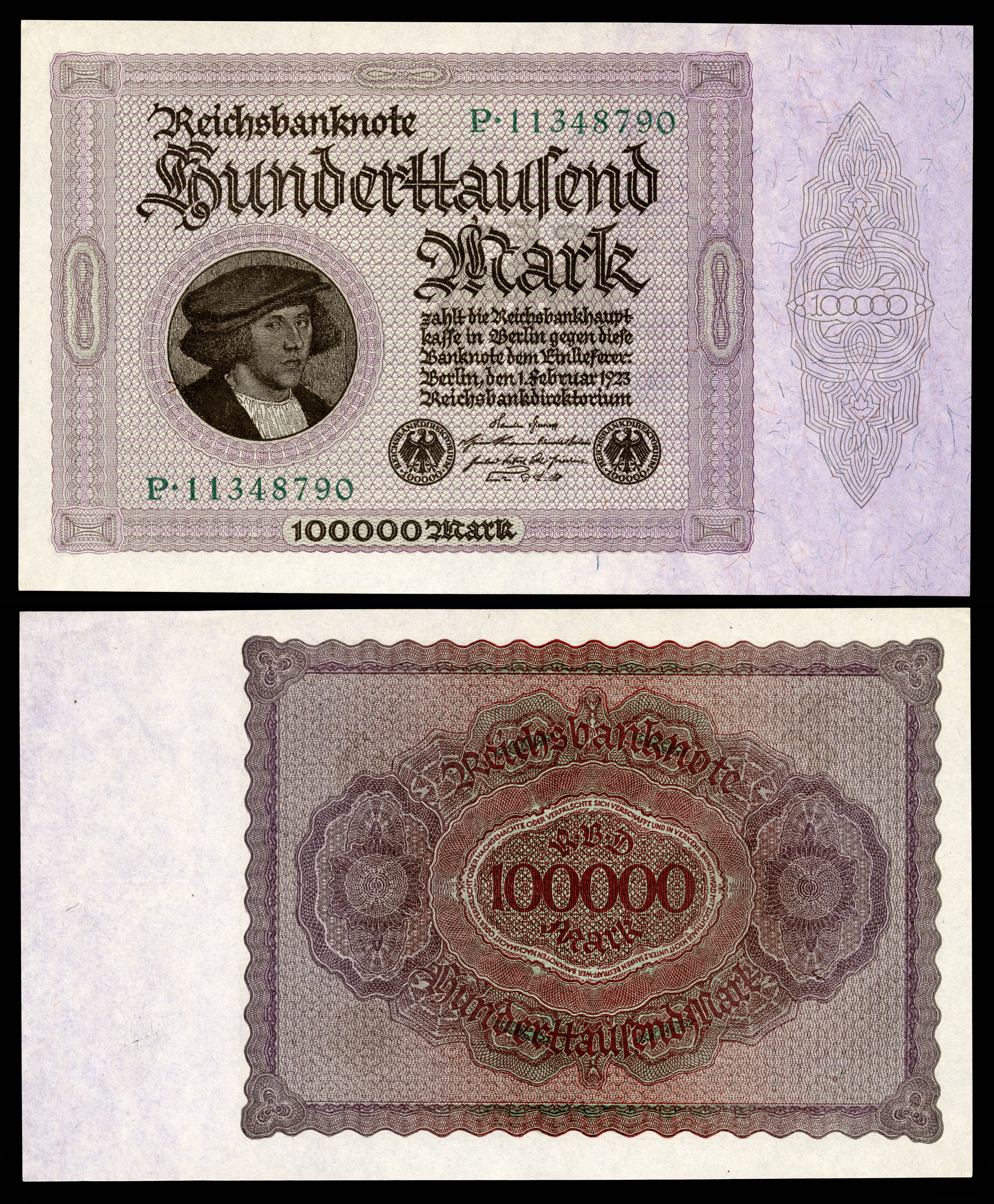
100.000 Mark (1. Februar 1923)
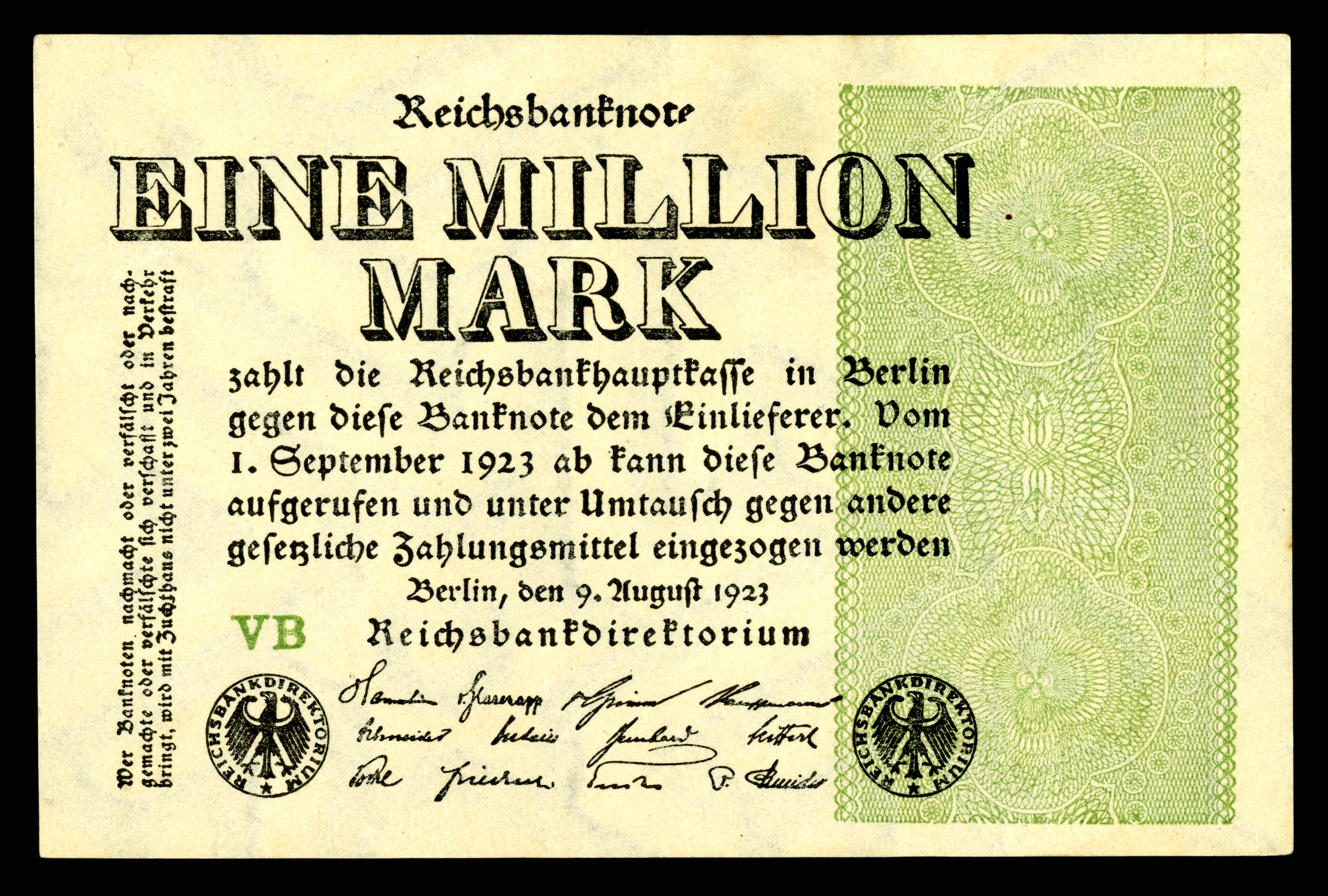
1 Million Mark (9. August 1923)
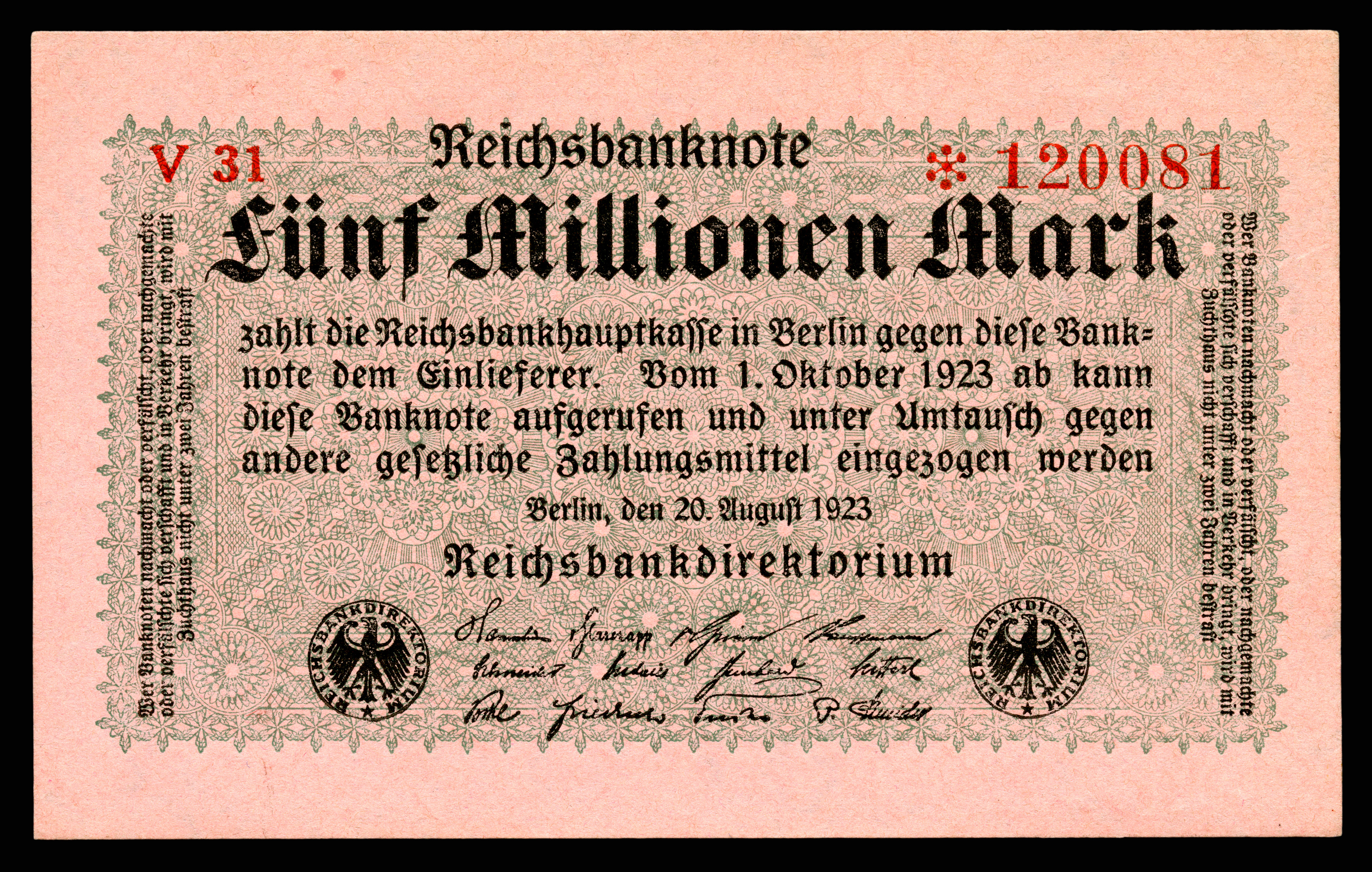
5 Millionen Mark (20. August 1923)
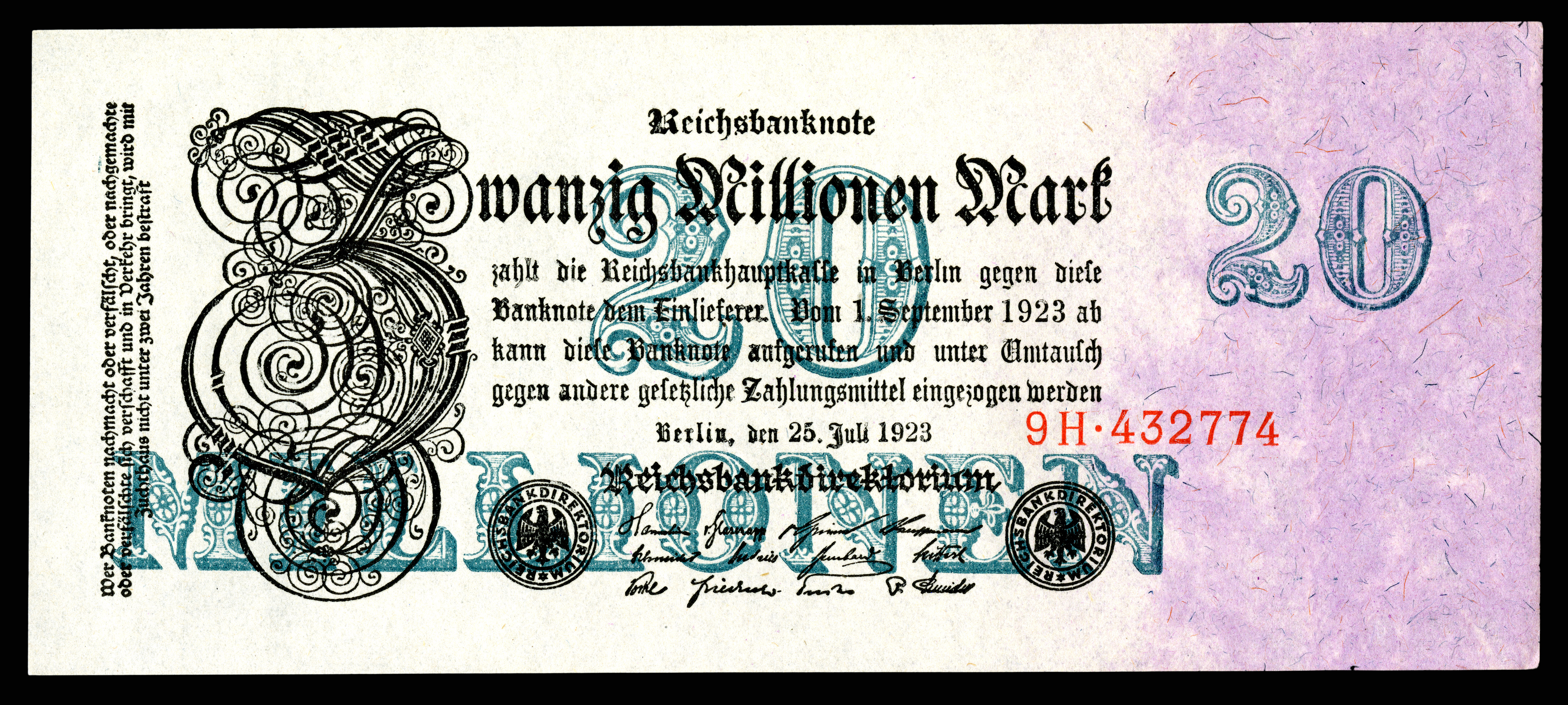
20 Millionen Mark (25. Juli 1923)
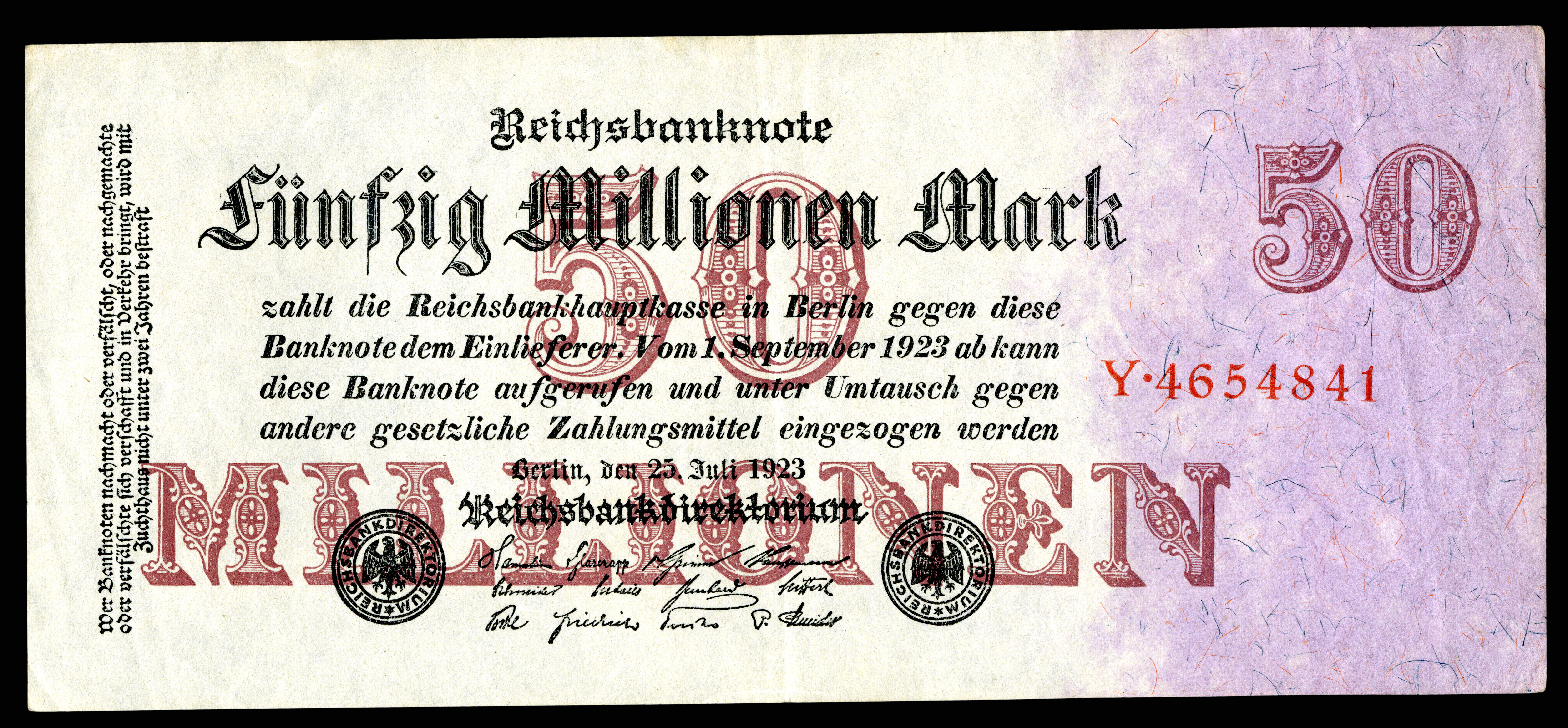
50 Millionen Mark (25. Juli 1923)
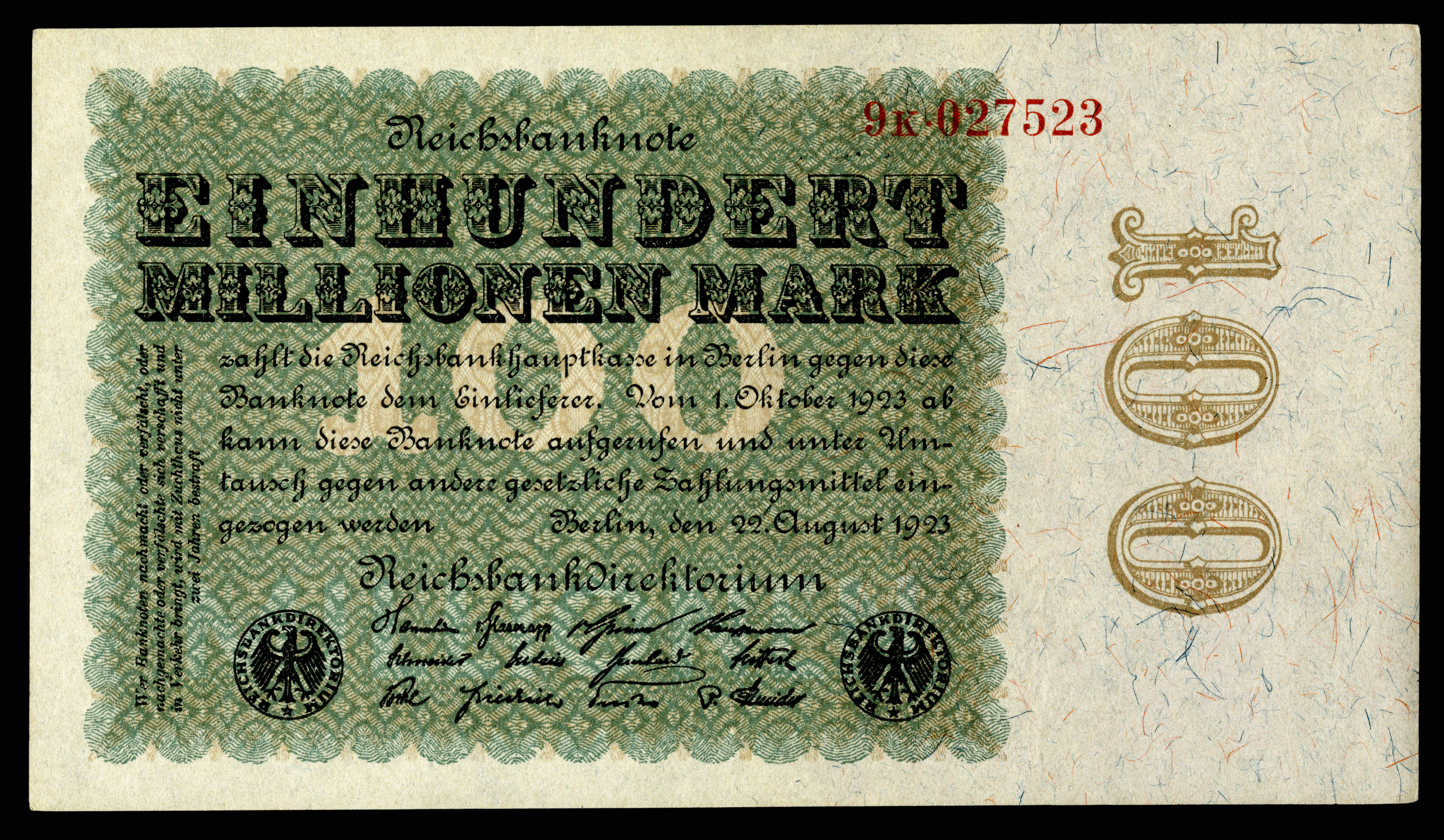
100 Millionen Mark (22. August 1923)
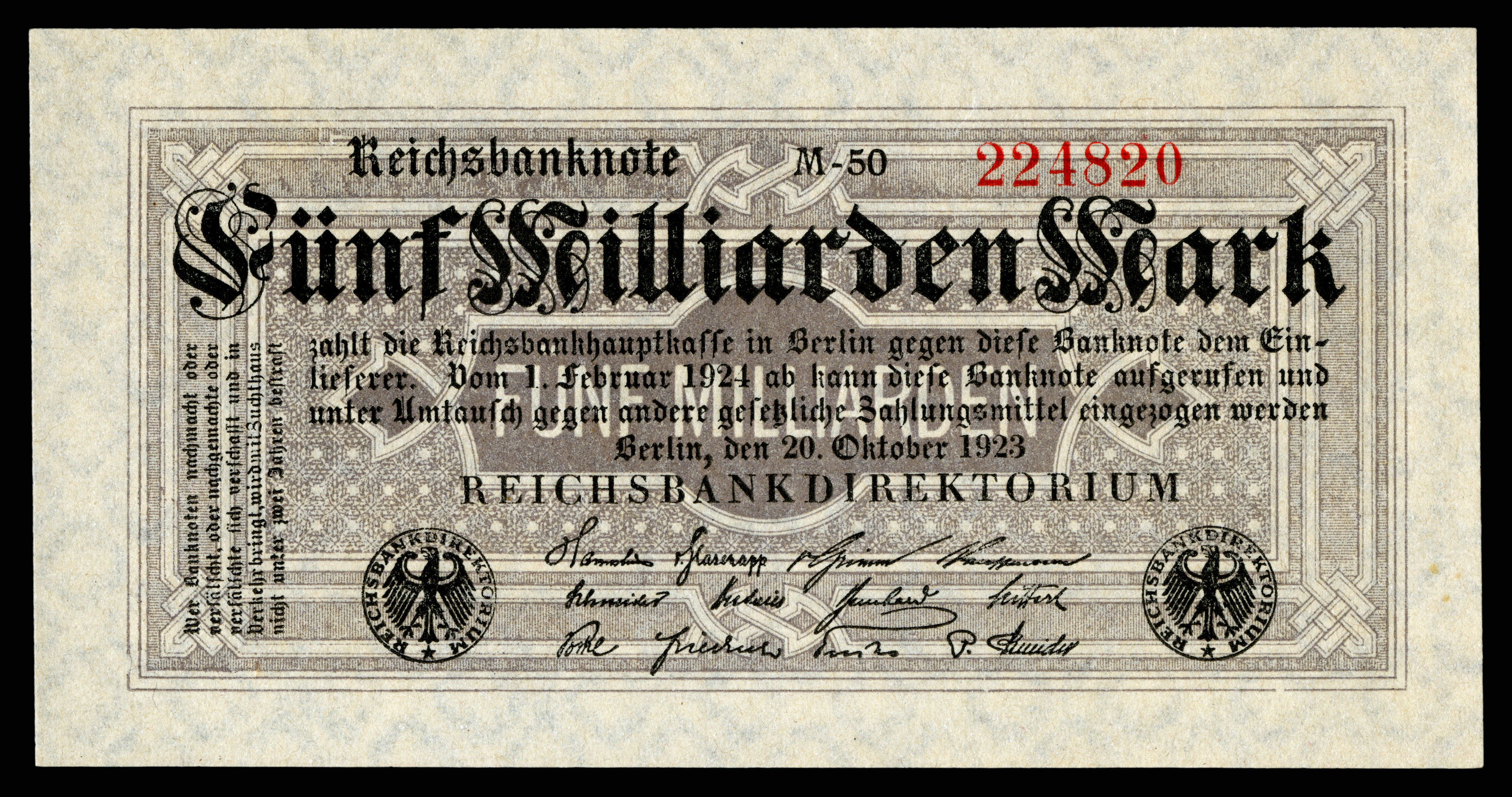
5 Milliarden Mark (20. Oktober 1923)
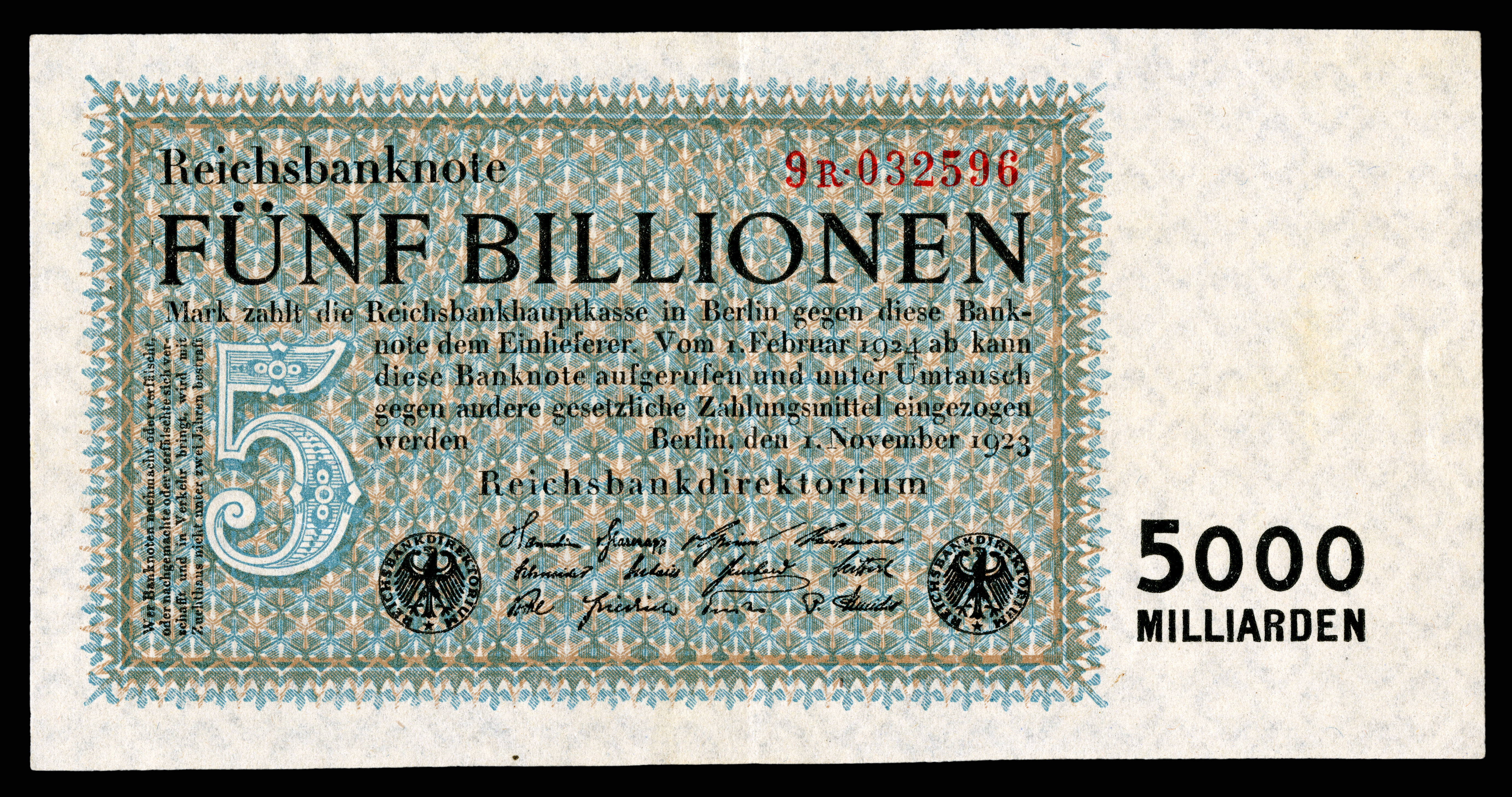
5 Billionen Mark (1. November 1923)